# Ilex dumosa
A caúna (nome científico: Ilex dumosa) é uma espécie de plantas da famílias das aquifoliáceas.

## Etimologia
Ilex: nome genérico que era o nome designado em latim para uma espécie de Quercus (Quercus ilex) comumente chamado de Azinheira, que tem uma folhagem semelhante ao azevinho europeu, e por vezes confundido com ele. Dumosa: epiteto latino que significa "cheio de espinhos".

## Descrição
Árvore perenifólia, heliófita, espécie secundária tardia. Sua altura atinge até 17 m. e seu diâmetro até 50 cm.

## Distribuição
Esta espécie ocorre nas regiões Nordeste, Sudeste e Sul do Brasil.